# Mărginenii de Sus, Dâmbovița
Mărginenii de Sus este un sat în comuna Dărmănești din județul Dâmbovița, Muntenia, România.

## Așezare
Aparținând pe rând județelor Prahova și Dâmbovița, la granița cărora se situează, astăzi este unul din cele două sate (Dărmănești și Mărginenii de Sus) ce aparțin comunei Dărmănești, făcându-se văzut trecătorului la 20 de kilometri de Ploiești și 30 de kilometri de Târgoviște.

## Istoric
Atestat documentar la 27 mai 1510, cu 104 ani înainte de satul Dărmănești, satul Mărginenii de Sus a fost strâns legat până la sfârșitul secolului al XIX-lea–începutul secolului al XX-lea de familia boierească Constantin Cantacuzino.
Moșiile Mărgineni de pe teritoriul satului Mărgineni sunt cele mai vechi din punct de vedere istoric care aparțin astăzi administrativ comunei Dărmănești. Acestea aparțineau jupânului Drăghici – mare comis și jupânului Udriște – postelnic, cu fiii lor, prin “dania lui Vlad Voievod cel Tânăr, fiul marelui Vlad Voievod” din 27 mai 1510. În secolele XV –XVI boierii “at. Mărgineni” erau printre cei mai puternici din Țara Românească.
Importanța acestui centru s-a reflectat și în construcțiile ce se înalțau falnice cândva pe aceste pământuri. Pe aceste moșii au existat două construcții bisericești: Mănăstirea de pe Cricov, având hramul “Sfinții Arhangheli Mihail și Gavril” și Mănăstirea Mărgineni, la N și NE de Cricov, ctitorita la 1646 de postelnicul Constantin Cantacuzino. Tot de aceste timpuri trebuie legate si Palatul Cantacuzinilor de la Filipeștii de Târg, construit de postelnicul Constantin Cantacuzino între 1633-1653, Palatul de la Florești și Palatul lui Pană Filipescu de pe “drumul domnișorului” – pe care “fugeau domnișorii și boierii țării în timpul năvălirilor dușmane” -, parcul și heleșteul, despre care Grigore Zagoritz scria că “la Mărginenii Pîrliti au stat în picioare până acum câteva decenii cele mai luxoase palate vechi și cea mai de artă dintre bisericile întregii regiuni”.
Satul Mărgineni este puternic legat și de legendele despre Preda Buzescu, “mare vlastelin și prim sfetnic al lui Radu Șerban între 1602-1608”, despre luptele sale cu tătarii.
Satul Mărginenii de Sus rămâne pe partea dreaptă a râului Provița pe mosia mănăstirească, până în 1861, când din cauza inundațiilor se mută într-o zonă mai ridicată, pe partea stângă a apei, unde în 1861 și-au construit biserica cu hramul “Sfinții Arhangheli Mihail și Gavril” ce există și astăzi după mai multe renovări. Primii care s-au mutat în această vatră a satului au fost Bouleștii și Caloteștii. 
Deși are în spate o istorie cu care multe localități s-ar mândri, apartenența administrativă fluctuantă a satului nu a favorizat-o. Astăzi, Mărginenii de Sus numără în jur de 1220 de săteni,monumentele arhitecturale ce cândva dominau regiunea sunt distruse sau adânc îngropate. Încet, încet, satul își uită trecutul.

## Biserica Mărginenii de Sus
După strămutarea satului, între primele construcții ale noii locații a satului s-a aflat și biserica, care a păstrat hramul Sfinților Arhangheli Mihail și Gavril, așa cum spune clar pisania:
ACEST SFÂNT LOCAȘU S-AU RIDICAT DIN NOI ANUL 1861 KU OSÂRDIA ȘI KELTUIALA D-LOR PĂRINTELUI ARHIMANDRIT MACARIE EGUMENUL MĂNĂSTIRI APOSTOL ARSKE KONSTANTIN APOSTOL ARSAKE APOSTOL ARSAKE KONSTANTIN ANAGNOSTIE ADIKOSTAKE PETRE ANGELIKI DUCA ȘI KUAJUTORUL, DE MUNKA AL LOCUITORILOR SATENI SPRE ETERNA POMENIRE TUTUROR
Biserica inițială a fost din zid de cărămidă gros de 75 de centimetri, in formă de corabie, cu tavan din șipcă și trestie, învelită cu șindrilă. Construită dupa mari inundații, când satul era in mutare pe actuala locație, biserica sărăcăcioasă și ca interior si ca exterior a răspuns însă nevoilor satului. Pictura era reprezentată prin șase sfinti pictați în mărime naturală în Sfântul Altar, alți șase in Pronaos, trei pe dreapta, trei pe stânga și a celor patru evangheliști în câte un cerc, în Naos, câte doi pe fiecare parte.
Biserica veche a suferit în timp din cauza intemperiilor și a cutremurelor, lucru care a impus mai multe reparații și chiar modificări arhitecturale. În 1997, prin strădania sătenilor și a parohului, sub coordonarea preotului paroh Ioan Mușat, au început lucrările de subyidire, extinderea locașului, planșeu, acoperiș cu trei turle învelit cu tablă galvaniyată, lumină electrica și încălzire centrală. Pictura în stil neobizantin a fost realizată de Cornel Duța, originar din zona Răzvad (Dâmbovița), așa încât, la 8 noiembrie 1999 s-a târnosit Sfânta Biserică de către Prea Sfințitul Teodosie Snagoveanu, Episcop vicar al Arhiepiscopiei Bucureștilor.

## Instituții de învățământ
Prima clădire a școlii a fost construită între 1918 și 1920 conținând două săli de clasă și cancelaria. În sat s-a construit școala nouă abia în 1964, cu patru săli de clasă, un laborator, o bibliotecă și o cancelarie. Prima grădinița de copii a funcționat în casa amenajată a lui Nae Popescu, care fusese o vreme bibliotecă si care a folosit-o in completare si ca școală cu două săli de clasă. În 1995 s-a terminat construcția grădiniței noi începută în 1985(6) si din 2009 s-a amenajat și dotat loc de joacă pentru copii.

## Olarii și lăutarii
Se spune că de pe vremea Cantacuzinilor (secolului al XVII-lea) localnicii practicau olaritul la curțile acestora din Mărgineni sau Filipești de Târg, făcându-se o ceramică smălțuită fină pentru nevoile curților domnești.
În jurul anului 1975, Ion C Iliant a înjghebat un fel de cerc al meșterilor.